# Vaida Urmonaitė-Maculevičienė
Vaida Urmonaitė-Maculevičienė (* 1958 in Šiauliai) ist eine litauische Juristin, sie ist Richterin am Obersten Verwaltungsgerichts Litauens (Lietuvos vyriausiasis administracinis teismas).

## Leben
Nach dem Abitur 1976 an der 9. Mittelschule Šiauliai  absolvierte sie 1988 das Diplomstudium der Rechtswissenschaft an der Vilniaus universitetas. Von 1988 bis 1990 arbeitete sie als wiss. Mitarbeiterin am Institut für Gerichtsexpertise, ab  1990  am Valstybinės teisinės informacijos departamentas. Ab 1991 war sie Staatsanwältin in der Staatsanwaltschaft Vilnius, ab 1995 stellv. Oberstaatsanwältin in der Bezirksstaatsanwaltschaft Vilnius. Ab 1997 arbeitete sie als Richterin im 1. Stadtkreisgericht Vilnius, ab 2000 im 2. Stadtkreisgericht Vilnius. Von 2002 bis 2005 war sie stellv. Generalstaatsanwältin der Litauens. Seit 2005 ist sie Richterin bei LVAT.
Sie spricht englisch und russisch.